# Maomé Nadir Xá
Maomé Nadir Xá (em em pastó: محمد نادر شاه; Deradum, 9 de abril de 1883 – Cabul, 8 de novembro de 1933) foi rei do Reino do Afeganistão de 15 de outubro de 1929 até seu assassinato em 1933. Anteriormente, atuou como Ministro da Guerra, embaixador afegão para a França, e como um general no exército do Afeganistão. Ele e seu filho Maomé Zair Xá, que lhe sucedeu, são por vezes referidos como Musahiban.